# Joseph de Caraman-Chimay (1858-1937)
Joseph de Caraman-Chimay, 19e prince de Chimay (4 juillet 1858 - 25 juillet 1937), aussi connu sous le nom de Joseph II de Riquet et de Caraman, est un aristocrate belge et escrimeur. Il porte le titre de prince de Chimay de 1892 jusqu'à sa mort en 1937.

## Enfance
Il est le fils de Joseph de Riquet de Caraman-Chimay, prince de Chimay et de Caraman, et de Marie Joséphine Anatole de Montesquiou-Fézensac. Il est le frère d'Élisabeth de Riquet de Caraman-Chimay, devenue comtesse Greffulhe par mariage.

## Carrière sportive
Le prince de Chimay participe aux épreuves d'escrime aux Jeux olympiques de 1900.

## Vie privée
Le 19 mai 1890, il épouse Clara Ward, une riche héritière américaine âgée de 16 ans. Le couple a deux enfants : 
- Marie Anatole Catherine Elisabeth, comtesse de Caraman-Chimay (1891–1939), qui épouse Georges De Cocq en 1918 ;
- Joseph Marie Pierre Anatole Alphonse de Riquet (1894–1920).

Le prince obtient le divorce à Charleroi le 2 février 1897, après la fugue largement médiatisée de Clara avec un violoniste tzigane.
Il se remarie le 24 juin 1920 avec Anne Marie Charlotte Amélie Gilone Le Veneur de Tillières (1889–1962), dont il a deux autres enfants : 
- Joseph Marie Alexandre Pierre Ghislain, 20e prince de Chimay, prince de Caraman (1921–1990), qui abandonne son titre de prince au profit de son frère lorsqu'il prend la citoyenneté américaine. Il épouse  Germaine Hélène Jeanne van der Meulen en 1946, mais meurt sans descendants.
- Élie Marie Charles Pierre Paul, 21e prince de Chimay, prince de Caraman (1924–1980), qui épouse Marie Elisabeth Marthe Antoine Manset en 1947.

Le prince de Chimay est mort le 25 juillet 1937 à Chimay, Hainaut, Belgique.